# Autobahndreieck Dernbach

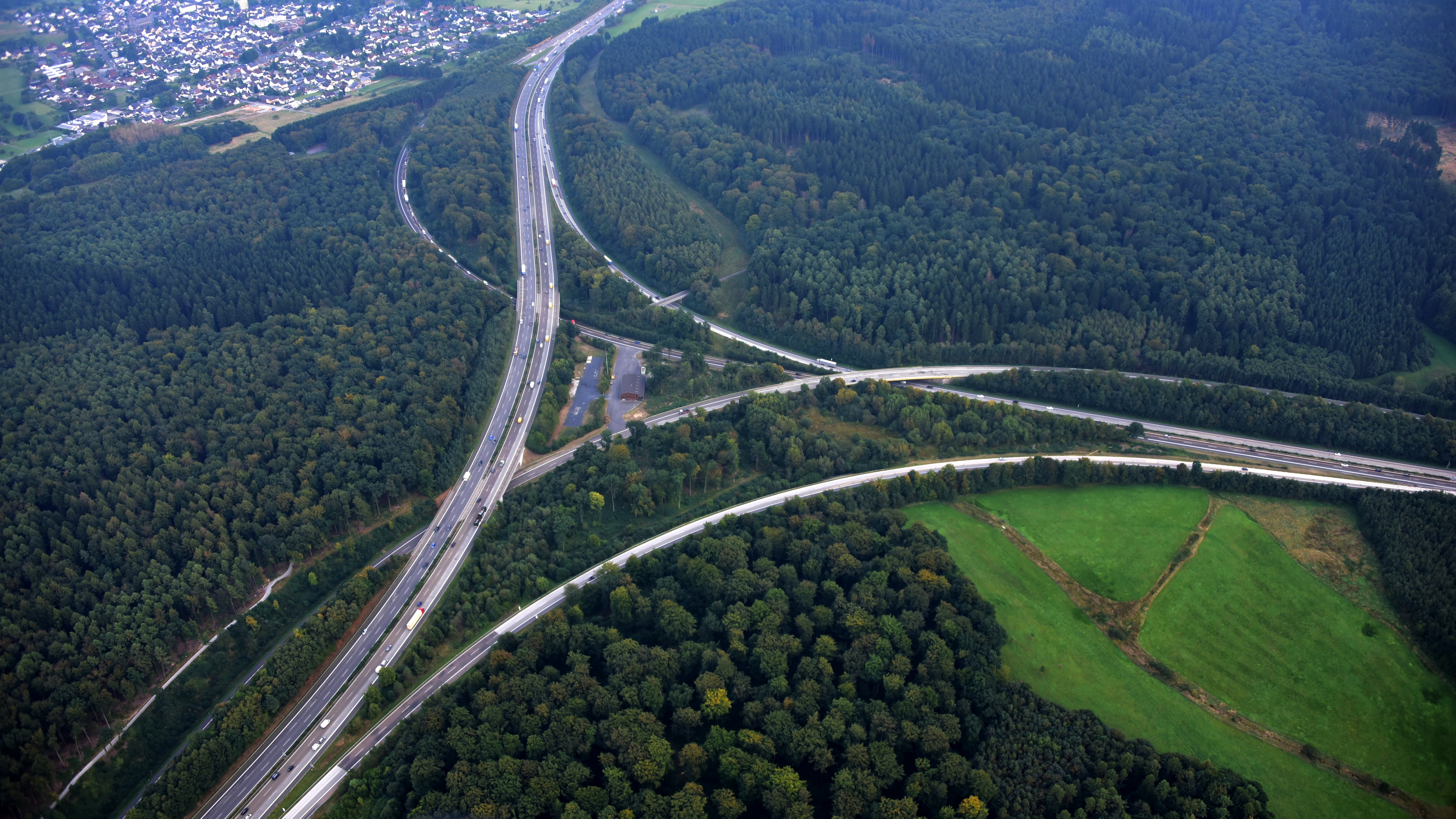
Autobahndreieck Dernbach, Luftaufnahme (2016)

Das Dreieck Dernbach ist ein Autobahndreieck in Rheinland-Pfalz, das sich bei Montabaur befindet. Hier endet die Autobahn 48 aus Richtung Trier und geht in die Autobahn 3 über.

## Geographie
Das Autobahndreieck liegt nordwestlich der namensgebenden Gemeinde Dernbach (Westerwald), auf deren Gebiet es sich auch befindet, und östlich von Ransbach-Baumbach. Die nächstgelegenen größeren Städte sind Montabaur und Limburg an der Lahn im Südosten sowie Koblenz im Südwesten.

## Ausbauzustand
Beide Autobahnen sind sechsspurig ausgebaut, die A 48 allerdings ohne durchgehende Standstreifen. Alle Rampen sind zweispurig ausgeführt und erlauben das Durchfahren mit hohen Geschwindigkeiten.

## Besonderheiten
Entlang der A3 führt die ICE-Trasse Köln-Frankfurt, die das Dreieck durch einen Eisenbahntunnel unterquert. Das Autobahndreieck liegt genau zwischen den Städten Köln und Frankfurt am Main.

## Verkehrsaufkommen
| Von                        | Nach               | Durchschnittliche tägliche Verkehrsstärke | Durchschnittliche tägliche Verkehrsstärke | Durchschnittliche tägliche Verkehrsstärke | Anteil Schwerlastverkehr | Anteil Schwerlastverkehr | Anteil Schwerlastverkehr |
| Von                        | Nach               | 2005                                      | 2010                                      | 2015                                      | 2005                     | 2010                     | 2015                     |
| -------------------------- | ------------------ | ----------------------------------------- | ----------------------------------------- | ----------------------------------------- | ------------------------ | ------------------------ | ------------------------ |
| AS Ransbach-Baumbach (A 3) | AD Dernbach        | 76.100                                    | 78.100                                    | 83.000                                    | 13,5 %                   | 14,8 %                   | 14,6 %                   |
| AD Dernbach                | AS Montabaur (A 3) | 91.100                                    | 93.100                                    | 98.900                                    | 15,1 %                   | 16,2 %                   | 16,2 %                   |
| AS Höhr-Grenzhausen (A 48) | AD Dernbach        | 38.600                                    | 37.800                                    | 41.900                                    | 14,1 %                   | 14,6 %                   | 15,0 %                   |